# L'Europe galante
L'Europe galante è un'opéra-ballet in un prologo e quattro atti composta da André Campra, su libretto di Antoine Houdar de La Motte e una coreografia attribuita a Louis Pécour. L'opera ebbe la sua prima rappresentazione il 24 ottobre 1697 al Palais-Royal, da parte dell'Académie royale de musique.
L'Europe galante è una delle prime opere del genere opéra-ballet.

## Trama
Venere e la Discordia si disputano la supremazia sull'Europa. Il prologo è seguito da quattro storie evocanti le attitudini dei popoli europei nei confronti dell'amore: pastori e pastorelle concludono il balletto della Francia; poi arriva l'ingresso della Spagna, quindi quello dell'Italia con un'evocazione del ballo in maschera  veneziano. Infine la Turchia con un harem popolato di Sultani e bostanci.

## Ruoli
| Ruoli                   | Voce                | Cast della prima, 24 ottobre 1697 (Direttore d'orchestra: Marin Marais ) |
| ----------------------- | ------------------- | ------------------------------------------------------------------------ |
| Venere (prologo)        | soprano             | Clément                                                                  |
| La Discordia (prologue) | taille (baritenore) | Claude Desvoyes                                                          |
| Philène (atto 1)        | haute-contre        | Jean Boutelou                                                            |
| Silvandre (atto 1)      | basso               | Gabriel-Vincent Thévenard                                                |
| Céphise (atto 1)        | soprano             | Marie-Louise Desmatins                                                   |
| Doris (atto 1)          | soprano             | Dupeyré                                                                  |
| Dom Carlos (atto 2)     | basso               | Charles Hardouin                                                         |
| Dom Pédro (atto 2)      | haute-contre        | Pierre Chopelet                                                          |
| Octavio (atto 3)        | haute-contre        | Louis Gaulard Dumesny                                                    |
| Olympia (atto 3)        | soprano             | Fanchon Moreau                                                           |
| Zuliman (atto 4)        | basso               | Gabriel-Vincent Thévenard                                                |
| Roxane (atto 4)         | soprano             | Marie Le Rochois                                                         |
| Zäide (atto 4)          | soprano             | Marie-Louise Desmatins                                                   |